# Paul Mukairu
Paul Omo Mukairu (ur. 18 stycznia 2000 w Abudży) – nigeryjski piłkarz występujący na pozycji pomocnika w polskim klubie Pogoń Szczecin.

## Kariera klubowa
W 2019 roku Mukairu został piłkarzem Antalyasporu. W Süper Lig zadebiutował 18 sierpnia 2019 w spotkaniu z Göztepe SK (1:0). Rok później został wypożyczony na jeden sezon do RSC Anderlecht. W belgijskiej ekstraklasie swój pierwszy mecz rozegrał 1 listopada 2020 z Royal Antwerp FC (1:0). W tym spotkaniu strzelił gola na wagę zwycięstwa.
Latem 2021 roku Mukairu powrócił do Antalyasporu, jednak pół roku później przeszedł do FC Kopenhaga. W Superligaen zadebiutował 20 lutego 2022 w wygranym 2:0 meczu z Odense Boldklub. W 2022 roku wywalczył mistrzostwo Danii, a rok później krajowy dublet. 16 sierpnia 2023 został wypożyczony na rok do Reading FC, gdzie w 31 występach strzelił 3 bramki. 
2 lipca 2025 ogłoszono podpisanie przez Mukairu kontraktu z Pogonią Szczecin prowadzoną przez Roberta Kolendowicza.

## Życie prywatne
Mukairu jest kuzynem piłkarza Hamdiego Akujobiego.

## Sukcesy
FC Kopenhaga
- mistrzostwo Danii: 2021/22, 2022/23
- Puchar Danii: 2022/23